# Subingen
Subingen (toponimo tedesco) è un comune svizzero di 3 068 abitanti del Canton Soletta, nel distretto di Wasseramt.